# Monstruo de Canuja
El monstruo de Canuja o monolito de El Toro es un petroglifo ubicado en la provincia de Satipo, departamento de Junín, en el centro del Perú.

## Descripción
Fue descrito por primera vez al mundo occidental por parte de Federico Kauffman en 1993.
El petroglifo pertenece a la época prehispánica de la amazonia, está dedicado como culto al agua, se encuentra a márgenes de la quebrada Canuja. El monstruo es hasta el momento el «único tallado figurativo tridimensional en roca que se conoce de las culturas de la selva central y sur del Perú», el arqueólogo Federico Kauffman notificó que la parte superior del petroglifo tiene un hoyo de almacenamiento de lluvia con posible simbolismo mágico.

## Conservación
El sitio alrededor sufrió saqueos y robos, además las constantes lluvias de la zona erosionan y destruyeron restos arqueológicos alrededor de El Toro. El sitio también fue incluido como punto turístico cultural del departamento de Junín por parte del gobierno peruano.